# Taboada
Taboada település Spanyolországban, Lugo tartományban. Taboada Portomarín, Paradela, O Saviñao, Chantada, Antas de Ulla, Monterroso és Rodeiro községekkel határos. Lakosainak száma 2601 fő (2024).

## Népesség
A település népessége az elmúlt években az alábbi módon változott:
| Lakosok száma | 4180 | 3872 | 3537 | 3464 | 3221 | 3101 | 2862 | 2756 | 2646 | 2601 |
|               | 2001 | 2004 | 2007 | 2009 | 2012 | 2014 | 2017 | 2019 | 2022 | 2024 |